# Кенард (Индијана)
Кенард (енгл. Kennard) град је у америчкој савезној држави Индијана.

## Демографија
По попису из 2010. године број становника је 471, што је 16 (3,5%) становника више него 2000. године.
| Група             | 2000.       | 2010.       |
| Белци             | 449 (98,7%) | 467 (99,2%) |
| Афроамериканци    | 1 (0,2%)    | 0 (0,0%)    |
| Азијати           | 0 (0,0%)    | 3 (0,6%)    |
| Хиспаноамериканци | 4 (0,9%)    | 0 (0,0%)    |
| Укупно            | 455         | 471         |